# Zoran Zaew
Zoran Zaew, mac. Зоран Заев (ur. 8 października 1974 w Strumicy) – macedoński polityk, przewodniczący Socjaldemokratycznego Związku Macedonii (SDSM) w latach 2008–2009 oraz 2013–2021, burmistrz Strumicy w latach 2005–2016, premier Macedonii Północnej (2017–2020 i 2020–2022).

## Życiorys
Zoran Zaew urodził się w Strumicy, gdzie również ukończył edukację na poziomie podstawowym i średnim. W 1997 został absolwentem ekonomii na Uniwersytecie Świętych Cyryla i Metodego w Skopju. Następnie ukończył podyplomowe studia ekonomiczne na tejże uczelni.
W latach 1997–2003 pracował w przedsiębiorstwie Trgoprodukt w Strumicy, w którym od 2001 pełnił funkcję dyrektora zarządzającego. W 1996 wstąpił do Socjaldemokratycznego Związku Macedonii. W latach 2003–2005 był posłem do Zgromadzenia Republiki Macedonii. W wyborach lokalnych w 2005 został wybrany na urząd burmistrza Strumicy. Reelekcję na tym stanowisku uzyskiwał w wyborach w 2009 i 2013. Z urzędu zrezygnował w grudniu 2016 w związku z ponownym objęciem mandatu poselskiego.
W lipcu 2008, w czasie zajmowania urzędu burmistrza, został aresztowany pod zarzutem korupcji, defraudacji publicznych funduszy i nieprawidłowości przy budowie centrum handlowego w Strumicy. W odpowiedzi Socjaldemokratyczny Związek Macedonii rozpoczął bojkot prac parlamentu, uznając zatrzymanie jej członka za nielegalne i politycznie motywowane. Kryzys polityczny w kraju zakończył należący również do SDSM prezydent Branko Crwenkowski, który w sierpniu 2008 ułaskawił Zorana Zaewa.
W 2006 objął funkcję wiceprzewodniczącego SDSM, którą zajmował do 2008. We wrześniu tegoż roku został wybrany na nowego przewodniczącego partii (zastępując Radmiłę Szekerinską). Pozostał nim do 2009, kiedy stanowisko to objął ponownie były prezydent Branko Crwenkowski. Zoran Zaew objął wówczas ponownie stanowisko wiceprzewodniczącego SDSM. W lipcu 2013, po rezygnacji z funkcji złożonej przez byłego prezydenta, został ponownie przewodniczącym Socjaldemokratycznego Związku Macedonii.
Jako lider opozycji od lutego 2015 rozpoczął sukcesywne ujawnianie tajnych nagrań, wedle których działacze rządzącej koalicji premiera Nikoły Gruewskiego mieli przyjmować korzyści majątkowe, podsłuchiwać swoich oponentów politycznych, dziennikarzy, przedstawicieli sądownictwa i państwowej komisji wyborczej oraz przywódców religijnych, w sumie około 20 tysięcy osób. Ujawnienie nagrań oraz nowych informacji o możliwej próbie tuszowania przez przedstawicieli rządu okoliczności śmierci jednego z demonstrantów w 2011 doprowadziły w maju 2015 do protestów ulicznych, dymisji dwóch ministrów oraz wysunięcia żądania dymisji samego premiera. W wyniku porozumienia politycznego, zawartego w czerwcu 2015 pod auspicjami Unii Europejskiej, SDSM oraz WMRO-DPMNE uzgodniły powołanie wspólnego tymczasowego rządu i rozpisanie wcześniejszych wyborów parlamentarnych, co miało zakończyć kryzys polityczny. Nikoła Gruewski zrezygnował ze stanowiska w styczniu 2016, natomiast 11 grudnia 2016 przeprowadzone zostały przedterminowe wybory parlamentarne.
W wyborach parlamentarnych koalicja skupiona wokół SDSM pod przewodnictwem Zorana Zaewa uzyskała 49 mandatów w 120-osobowym parlamencie, podczas gdy WMRO-DPMNE i jego sojusznicy 51 mandatów. W styczniu 2017, po nieudanej próbie sformowania gabinetu przez Nikołę Gruewskiego w styczniu 2017, Zoran Zaew do rozmów koalicyjnych z sukcesem przystąpił z partiami mniejszości albańskiej. Głównym żądaniem partii albańskich było uznanie języka albańskiego za drugi język oficjalny kraju.
Prezydent Ǵorge Iwanow początkowo sprzeciwił się powierzeniu mu misji sformowania rządu, uzasadniając to zagrożeniem suwerenności kraju. Decyzję zmienił po zamieszkach w parlamencie, do których doszło po wyborze na stanowisko przewodniczącego izby etnicznego Albańczyka Talata Xhaferiego. Ostatecznie prezydent powierzył Zoranowi Zaewowi misję sformowania gabinetu 17 maja 2017 (po jego pisemnej deklaracji o gwarancji jedności i suwerenności Macedonii oraz przy nieformalnej presji ze strony Unii Europejskiej). 31 maja 2017 jego rząd uzyskał wotum zaufania w parlamencie. Wśród 25 ministrów znalazło się siedmiu przedstawicieli mniejszości albańskiej, stanowiącej 1/3 mieszkańców kraju.
W okresie jego urzędowania podpisano porozumienie z Grecją, które zakończyło długoletni spór o nazwę państwa (Macedonia przyjęła wówczas nazwę Macedonia Północna). Jego rząd zamierzał w 2019 uzyskać termin rozpoczęcia rozmów akcesyjnych z Unią Europejską, jednak UE odmówiła jego wyznaczenia. W konsekwencji doszło do rozpisania przedterminowych wyborów parlamentarnych na kwiecień 2020. W grudniu 2019 Zoran Zaew podał się do dymisji, wynikało to z postanowień specjalnej ustawy wyborczej wymuszającej dymisję na 100 dni przed wyborami i powołanie rządu technicznego z udziałem przedstawicieli opozycji. Zakończył urzędowanie 3 stycznia 2020.
W wyborach w tym samym roku ponownie uzyskał mandat deputowanego. Po wyborach jego ugrupowanie odnowiło koalicję z głównym ugrupowaniem albańskim DUI. W sierpniu 2020 prezydent Stewo Pendarowski desygnował Zorana Zaewa ponownie na premiera. 30 sierpnia parlament przegłosował zatwierdzenie jego nowego gabinetu. 31 października 2021 zapowiedział swoją rezygnację z funkcji premiera i przewodniczącego partii, motywując to słabym wynikiem socjaldemokratów w wyborach lokalnych. W listopadzie 2021 lider opozycyjnej centroprawicy Hristijan Mickoski ogłosił powstanie nowej większości w parlamencie. Władze SDSM podjęły wówczas decyzję o odsunięciu w czasie formalnego złożenia dymisji przez Zorana Zaewa. Pod koniec tegoż miesiąca polityk oficjalnie ogłosił rezygnację z kierowania SDSM (koalicja rządowa wcześniej utrzymała większość w parlamencie), w grudniu na tej funkcji zastąpił go poparty przez niego Dimitar Kowaczewski. 22 grudnia Zoran Zaew formalnie złożył dymisję z funkcji premiera, którą parlament przyjął następnego dnia. Zakończył urzędowanie 16 stycznia 2022, gdy na czele rządu stanął Dimitar Kowaczewski.

## Życie prywatne
Zoran Zaew jest żonaty, ma dwoje dzieci.